# Karnivool
Karnivool é uma banda australiana de rock progressivo formada em Perth, Austrália, em 1997. O grupo atualmente consiste em Ian Kenny nos vocais, Andrew Goddard e Mark Hosking nas guitarras, Jon Stockman no baixo e Steve Judd na bateria. Eles lançaram três álbuns de estúdio até a data presente.

## História

### 1997-2003: Primeiros anos
Karnivool se originou como uma banda de escola formada em 1997 em Perth, no oeste da Austrália, que se apresentava em festas usando um set de versões cover das bandas Nirvana e Carcass, com algumas composições próprias incluídas. Em 1998, o vocalista Ian Kenny mudou seu set para composições totalmente originais, removeu todos os membros iniciais e nomeou oficialmente a banda como Karnivool, derivada de uma descrição anedótica local de que os membros originais eram "um bando de palhaços".
Entre 1997 e 2004, a banda passou por uma série de mudanças na formação. Em 1998, se consistia em Ian Kenny nos vocais, Andrew "Drew" Goddard como guitarrista solo, Andrew Brown no baixo e Brett McKenzie na bateria. Em 2000, Brown foi substituído por Jon Stockman e, pouco tempo depois, KcKenzie saiu para a entrada de Ray Hawking na bateria. Mark Hosking entrou como guitarrista rítmico em 2003 e no final de 2004 Steve Judd entrou no lugar de Hawking. Desde então, a formação da banda consiste em Kenny, Goddard, Hosking, Stockman e Judd.
Em 1999, a banda lançou seu primeiro EP autointitulado Karnivool. Ele consistia em quatro faixas: "Fool Me", "Konkrete Seed", "Box" e "Some More of the Same". Esse EP não teve um reconhecimento relevante, com muitas lojas e arquivos listando seu segundo EP, Persona, como se fosse o primeiro.
Depois do lançamento de Persona, a banda venceu a Final Estadual da Austrália Ocidental do Concurso Nacional de Bandas do Campus e competiu na final nacional realizada em Hobart, Tasmania. Em outubro de 2001, a banda foi escolhida para abrir o show da Rollins Band, mas, devido ao colapso de Ansett, Henry Rollins e sua banda foram forçados a cancelar o show em Perth. No final de 2001, a banda tocou um set de apoio para a Fear Factory.

### 2004-2007:Themata
O primeiro álbum, Themata, foi produzido por Forrester Savell. Drew Goddard escreveu as músicas do álbum, foi o guitarrista e tocou bateria em todas as faixas, exceto "L1fel1ke", já que Judd ainda não havia se juntado à banda. Themata foi lançado de forma independente em 7 de outubro de 2005, e foi distribuído pela MGM Distribution. Em 23 de agosto de 2006, Karnivool assinou um contrato de licenciamento com a Bieler Bros. Records, uma gravadora indie dos Estados Unidos. O álbum foi lançado nos Estados Unidos em 10 de abril de 2007 e no Reino Unido em 7 de maio do mesmo ano. A banda também relançou o EP Persona em 12 de dezembro de 2007, após o sucesso de Themata.
Karnivool completou o 'Homeland Security Tour' logo após o lançamento de Themata. No final de 2007, eles tocaram com o 'Great American Rampage Tour' na América do Norte. Durante este período, Karnivool também contribuiu com um cover da canção de Gotye "The Only Way" para o álbum "Mixed Blood", que contém covers e remixes de músicas dos álbuns "Boardface" e "Like Drawing Blood" de Gotye. Goddard e Stockman também tocaram guitarra e baixo, respectivamente, na faixa-título do álbum de 2005 "Hold Your Colour", do grupo australiano Pendulum.

### 2008-2010:Sound Awake
Depois de fazer uma turnê nos Estados Unidos, Karnivool voltou para a Austrália em 2008 e posteriormente entrou em estúdio para escrever o álbum seguinte. Goddard afirmou que o novo álbum Sound Awake seria uma grande progressão de Themata, enquanto Stockman afirmou que o processo de composição do novo álbum foi um esforço colaborativo da banda, em contraste com seus trabalhos anteriores. Karnivool divulgou sua nova estratégia de gravação para o segundo álbum: tentar se concentrar menos nos mínimos detalhes e gravar um álbum com som mais natural. O álbum foi novamente produzido e mixado por Savell.
A banda continuou a turnê pela Austrália, incluindo a turnê 'Big Day Out', 'Pyramid Rock Festival', 'Southbound' e 'Homebake'. Durante suas apresentações ao vivo para a 'Aeons Tour', eles tocaram algumas das novas canções do álbum, como "Goliath", "Deadman", "Pearogram (All I Know)" e "New Day". No 'Homebake' em 2008, eles lançaram uma quinta nova música intitulada "Set Fire to the Hive", que foi confirmada como o primeiro single do álbum. As novas músicas foram consideradas mais maduras, embora ainda tenham semelhança com os trabalhos anteriores da banda.
Em 26 de abril de 2009, o vídeo de "Set Fire to the Hive" foi lançado e em 9 de maio alcançou a 11ª posição no AIR Top 20 singles charts. O álbum foi lançado em 5 de junho de 2009 e estreou em segundo lugar no ARIA Album Charts, e nº 1 no Air Charts. Em outubro de 2009, o álbum recebeu a certificação Gold pelas vendas na Austrália.
A banda fez uma turnê pela Austrália em apoio ao Sound Awake, seguido por shows na Nova Zelândia e depois nos Estados Unidos para encabeçar 'Third Eye Gathering' em Los Angeles. A banda então fez uma turnê pelo Reino Unido em setembro e outubro de 2009. Em 9 de novembro de 2009, Karnivool publicou um videoclipe no YouTube para seu segundo single "All I Know". Sound Awake foi lançado pela Sony Music Independent Network/RED nos Estados Unidos e Canadá em 16 de fevereiro de 2010. Karnivool seguiu o lançamento com uma turnê pelos Estados Unidos juntos com a banda Fair to Midland.
Após uma turnê de sucesso pela Europa e Estados Unidos, Karnivool voltou à Austrália e anunciou a turnê nacional 'New Day Tour'. Dois shows em Melbourne e um show em Sydney esgotaram rapidamente, feito sem precedentes na história do Karnivool, e outros shows em Sydney, Melbourne, Brisbane e Perth foram consequentemente anunciados. A banda então interrompeu temporariamente a turnê para que Kenny pudesse fazer uma turnê com sua outra banda, Birds of Tokyo. No entanto, a turnê foi retomada em dezembro de 2010.

Com base na popularidade da internet, a banda fez seu primeiro show na Índia em 2010. A apresentação em Mumbai atraiu 10.000 pessoas e ocorreu em julho de 2013, sendo até então o maior show da banda, com "fogos de artifício e canhões de confete disparando, grandes telas de cinema em ambos os lados do palco neste grande anfiteatro e pessoas cantando junto." Goddard explicou a experiência em território indiano em uma entrevista em julho de 2013:
"Foi incrível. Nós tocamos em muitos países ocidentais, mas para ir a um lugar como a Índia, você sabe, tudo o que pensávamos que tínhamos em comum era o críquete, mas eu estava muito errado. Esse foi o nosso primeiro show lá. Nós nem tivemos um lançamento lá, nem nada. Nós nem sabíamos que tínhamos seguidores lá, então anunciamos o show e todas essas mensagens começaram a chegar pelas redes sociais. Tomando uma cerveja no quarto do hotel, depois, nós ficamos tipo: "Que diabos? Isso realmente aconteceu?"

## Membros da banda

#### Membros atuais
- Ian Kenny – vocalista (1997-presente)
- Drew Goddard – guitarra, vocal de apoio (1998-presente)
- Jon Stockman – baixo (2000-presente)
- Mark Hosking – guitarra, vocal de apoio (2003-presente)
- Steve Judd – bateria (2004-presente)

#### Membros anteriores
- Andrew Brown – baixo (1998-2000)
- Brett McKenzie – bateria (1998-2000)
- Ray Hawking – bateria (2000-2004)

## Discografia

### EPs
- 1999 - Karnivool
- 2001 - Persona

### Álbuns de estúdio
- 2005 - Themata
- 2009 - Sound Awake
- 2013 - Asymmetry